# Smicridea smilodon
Smicridea smilodon là một loài Trichoptera thuộc họ Hydropsychidae. Chúng phân bố ở vùng Tân nhiệt đới.